# Commiphora obovata
Commiphora obovata är en tvåhjärtbladig växtart som beskrevs av Emilio Chiovenda. Commiphora obovata ingår i släktet Commiphora och familjen Burseraceae. Inga underarter finns listade i Catalogue of Life.